# Daniël François Malan

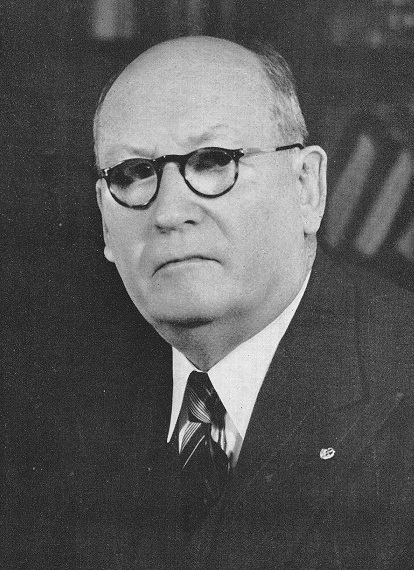
Daniël François Malan

Daniël François Malan (Riebeek-Wes, 22 mei 1874 – Stellenbosch, 7 februari 1959) was een Zuid-Afrikaans predikant en politicus. Hij was van 1924 tot 1933 minister van Binnenlandse Zaken, Onderwijs en Volksgezondheid en van 1948 tot 1954 minister-president van de Unie van Zuid-Afrika. Hij was een sleutelfiguur in de ontwikkeling van de apartheid in Zuid-Afrika.
Hij moet niet verward worden met de Zuid-Afrikaanse politicus François Stephanus Malan (1871-1941), die in vrijwel dezelfde periode politiek actief was en tussen 1910 en 1924 diverse ministersposten bekleedde.

## Jeugd en jongere jaren
Daniël Malan stamde uit een Afrikaner familie uit de omgeving van Riebeek-Kasteel. Malan studeerde natuurkunde en later theologie aan de Victoria College in Stellenbosch, waarna hij voor verdere studie naar Nederland ging. In 1905 promoveerde Malan in de theologie aan de Universiteit van Utrecht. Terug in Zuid-Afrika werd hij tot dominee benoemd van een Nederduits Gereformeerde Kerk. Later preekte hij in Belgisch-Congo en Rhodesië. Hij streefde naar verbetering van de leefomstandigheden van de blanke Boeren en werd een verbeten tegenstander van de Britse hegemonie over Zuid-Afrika. In 1914 legde hij zijn pastorale taken neer en accepteerde een rol als eerste redacteur van Die Burger, die daarna ook als spreekbuis van de Nasionale Party diende. Zijn felle nationalisme bracht hem in conflict met Jan Christian Smuts, die een goede verstandhouding met de Britten nastreefde.

## Politieke carrière
In 1914 sloot hij zich aan bij de door James Barry Munnik Hertzog opgerichte Nasionale Party. In tegenstelling tot Smuts’ Suid-Afrikaanse Party was deze partij tegen samenwerking met de Britten en streefde de partij naar segregatie (apartheid).
In 1918 werd Malan in het parlement gekozen voor de NP. Hij van 1924 tot 1933 minister van Binnenlandse Zaken, Onderwijs en Volksgezondheid in de kabinetten Hertzog-Creswell. Hij verzette zich sterk tegen de fusie van Smuts' Suid-Afrikaanse Party en Hertzogs Nasionale Party tot de Verenigde Party in 1934. Als reactie op de fusie richtte hij de Gesuiwerde Nasionale Party op. De GNP streefde naar het verbreken van de band met het Verenigd Koninkrijk, de oprichting van een republiek en aanvaardde de apartheid als voornaamste leerstuk.

### Minister-president

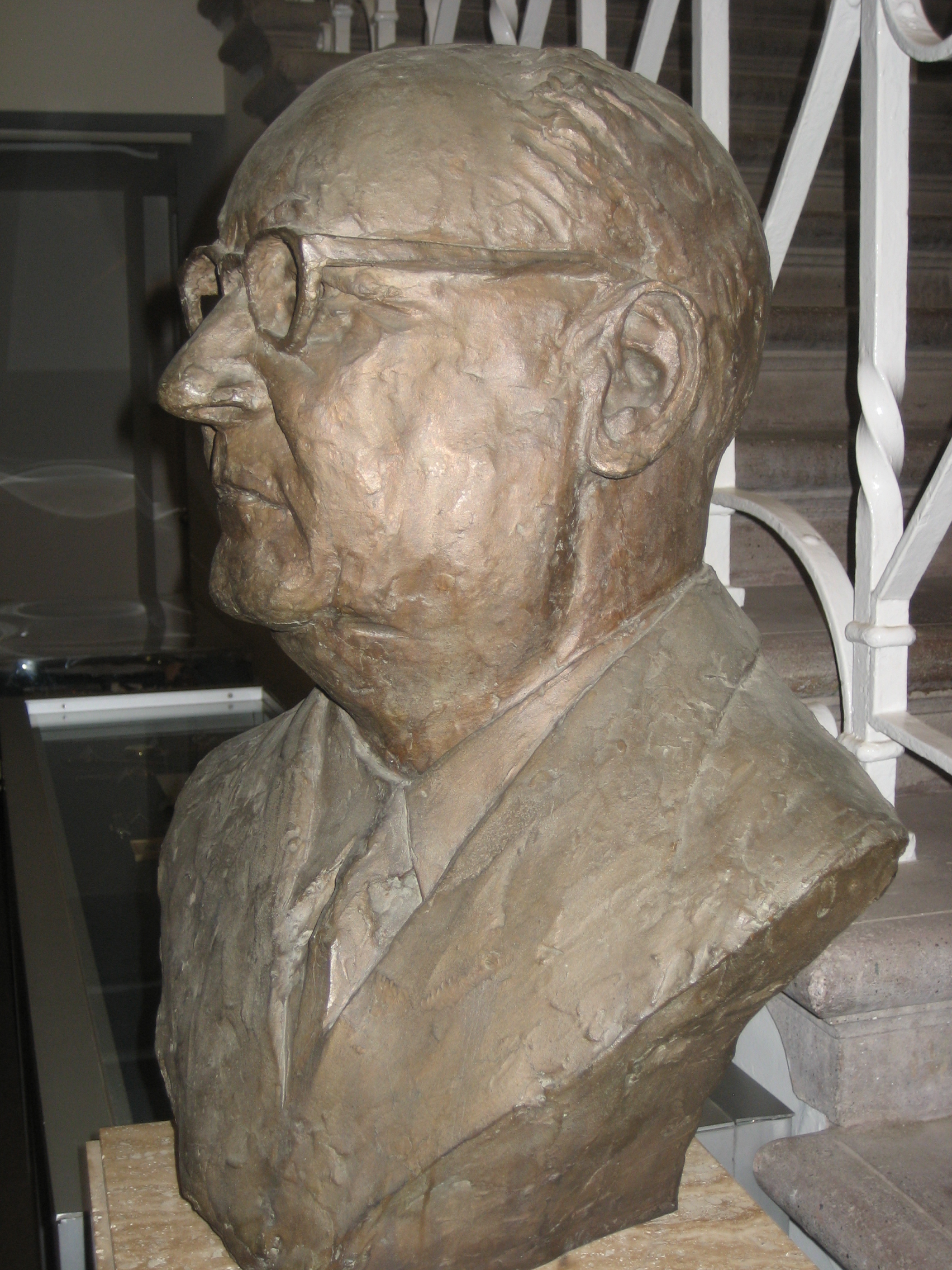
Buste van Malan aan de Universiteit van Stellenbosch

Na de Tweede Wereldoorlog groeide de onrust onder de Afrikaners en bij de verkiezingen van 1948 leed premier Smuts een nederlaag. Malan werd premier van een coalitieregering tussen de Herenigde Nasionale Party en de veel kleinere Afrikanerparty. 
In 1953 fuseerden de Afrikanerparty en de Herenigde Nasionale Party en de partij die daaruit voortkwam nam de oude naam Nasionale Party weer aan. Ofschoon nauw betrokken bij de theoretische omschrijving van de apartheid, was het niet Malan, maar zijn minister van Naturellen Zaken Hendrik Verwoerd die grote delen van de apartheid in praktijk bracht.
In 1954 trad Malan als premier af en werd opgevolgd door Hans Strijdom. Hij overleed in 1959.